# Konga landskommun
Konga landskommun var en tidigare kommun i dåvarande Malmöhus län.

## Administrativ historik
Kommunen bildades i Konga socken i Onsjö härad i Skåne när 1862 års kommunalförordningar trädde i kraft.
Vid kommunreformen 1952 uppgick kommunen i Röstånga landskommun som upplöstes 1969, då denna del uppgick 1967 i Svalövs landskommun som ombildades 1971 till Svalövs kommun.

## Politik

### Mandatfördelning i Konga landskommun 1946
| 5 | 1 | 9 |

| 14 |